# Pandelis Konstandinidis
Pandelis Konstandinidis (gr.: Παντελής Κωνσταντινίδης; ur. 16 sierpnia 1975 we Florinie) – grecki piłkarz występujący na pozycji pomocnika.

## Kariera klubowa
Konstandinidis karierę rozpoczynał w 1993 roku w pierwszoligowym AEK Ateny. Spędził tam sezon 1993/1994, jednak nie rozegrał tam żadnego spotkania. Następnie odszedł do także pierwszoligowej Kawali. W sezonie 1994/1995 spadł z nią do drugiej ligi. W 1996 roku przeszedł do pierwszoligowego Apollonu Smyrnis i spędził tam dwa sezony.
W 1998 roku Konstandinidis został zawodnikiem PAOK-u. W sezonie 2000/2001 zdobył z nim Puchar Grecji. W 2002 roku odszedł do Panathinaikosu. W sezonie 2003/2004 wywalczył z nim mistrzostwo Grecji oraz Puchar Grecji, a w sezonach 2002/2003 oraz 2004/2005 – wicemistrzostwo Grecji. W 2005 roku wrócił do PAOK-u, z którym w sezonie 2008/2009 został wicemistrzem Grecji. W 2009 roku odszedł do OF Irakleiou, gdzie w 2010 roku zakończył karierę.

## Kariera reprezentacyjna
W reprezentacji Grecji Konstandinidis zadebiutował 3 lutego 1999 w wygranym 2:1 towarzyskim meczu z Finlandią. W latach 1999–2003 w drużynie narodowej rozegrał 19 spotkań.